# Vicenza Calcio 2011-2012
Questa voce raccoglie le informazioni riguardanti il Vicenza Calcio nelle competizioni ufficiali della stagione 2011-2012.

## Stagione
Nella stagione 2011-2012 il Vicenza disputa il 34º campionato di Serie B della sua storia.
I biancorossi inanellano 5 sconfitte e 3 pareggi nelle prime otto partite, ritrovandosi pertanto penultima in classifica. La sera del 4 ottobre 2011, dopo la sconfitta in casa contro il Varese, la società esonera mister Baldini e, dopo due giorni, chiama a guidare la squadra Luigi Cagni.
Cagni inizia subito bene cogliendo la prima vittoria stagionale in occasione del derby con l'Hellas Verona, vinto per 2-1; segue poi un buon filotto di risultati, che termina però alla ripresa dopo la sosta natalizia. Dopo la partita di ritorno contro il Varese la società decide di esonerare anche Luigi Cagni e di affidare la squadra all'allenatore della primavera Massimo Beghetto. Il 18 aprile 2012 tramite il sito ufficiale della Lega Serie B si annuncia l'abbandono della guida della società da parte di Sergio Cassingena e l'arrivo alla presidenza di Massimo Masolo, fermo restando l'azionariato sociale. Il 29 aprile il CdA decide di esonerare anche Beghetto a seguito della sconfitta interna per 1 a 0 contro la Nocerina, a seguito della quale la squadra si trova tra le possibili retrocesse direttamente in Serie C. Al termine della stagione regolare il Vicenza si piazza al diciannovesimo posto, garantendosi almeno il diritto a disputare i play-out per la permanenza in Serie B contro l'Empoli, diciottesimo. Dopo la gara di andata al Menti (tutto esaurito) finita con il punteggio di 0-0, al Castellani il Vicenza (obbligato a vincere) si porta a condurre per 2-0, salvo poi subire la rimonta dei toscani nel giro di due minuti. A tre minuti dalla fine Michele Paolucci, autore dei due gol vicentini, fallisce un calcio di rigore e al quarto minuto di recupero l'Empoli, cui sarebbe bastato anche il pareggio, segna il gol del 3-2: il Vicenza retrocede così sul campo in Lega Pro Prima Divisione.In seguito la squadra viene riammessa in Serie B 2012-2013.
In Coppa Italia disputa un solo turno, il secondo, perdendo il derby veneto giocato in casa contro il Verona per 2-1.

## Divise e sponsor
Lo sponsor ufficiale è Banca Popolare di Vicenza; sponsor tecnico è Max.

## Organigramma societario
Area direttiva
- Presidente: Sergio Cassingena, poi Massimo Masolo
- Vice Presidenti: Dario Cassingena e Gian Luigi Polato

Area tecnica
- Allenatore: Silvio Baldini,[7] poi Luigi Cagni,[8] poi Massimo Beghetto[9] e Manlio Zanini,[10] poi Luigi Cagni[11]
- Preparatore atletico: Massimo Guzzonato
- Preparatore dei portieri: Enzo Biato

Area sanitaria
- Responsabile medico: dott. Giovanni Ragazzi, poi dott. Mario Cionfoli
- Medico sociale: dott. Sergio Ferasin e dott. Pietro Fanton

## Rosa
Tratta dal sito ufficiale a gennaio 2012.

| N. |                    | Ruolo | Calciatore                      |
| -- | ------------------ | ----- | ------------------------------- |
| 1  | Italia (bandiera)  | P     | Paolo Acerbis                   |
| 2  | Italia (bandiera)  | C     | Matteo Paro                     |
| 3  | Italia (bandiera)  | D     | Alessandro Bastrini             |
| 4  | Italia (bandiera)  | D     | Marco Zanchi (capitano)         |
| 5  | Italia (bandiera)  | D     | Nicolò Brighenti                |
| 5  | Italia (bandiera)  | D     | Michelangelo Minieri            |
| 6  | Italia (bandiera)  | A     | Gianvito Misuraca               |
| 7  | Italia (bandiera)  | A     | Pasquale Maiorino               |
| 8  | Brasile (bandiera) | C     | Rodrigo Possebon                |
| 8  | Brasile (bandiera) | A     | Alemão                          |
| 9  | Italia (bandiera)  | C     | Mattia Mustacchio               |
| 10 | Italia (bandiera)  | A     | Elvis Abbruscato (vicecapitano) |
| 11 | Italia (bandiera)  | A     | Giacomo Tulli                   |
| 13 | Italia (bandiera)  | D     | Nicolas Giani                   |
| 16 | Francia (bandiera) | A     | Alain Pierre Baclet             |
| 17 | Italia (bandiera)  | P     | Giulio Cavallari                |
| 18 | Italia (bandiera)  | C     | Alex Pinardi                    |
| 18 | Italia (bandiera)  | C     | Fausto Rossi                    |

| N. |                    | Ruolo | Calciatore            |
| -- | ------------------ | ----- | --------------------- |
| 19 | Italia (bandiera)  | D     | Daniele Martinelli    |
| 20 | Italia (bandiera)  | C     | Edoardo Braiati       |
| 22 | Italia (bandiera)  | C     | Davide Bariti         |
| 23 | Italia (bandiera)  | D     | Denis Tonucci         |
| 24 | Italia (bandiera)  | C     | Nicola Rigoni         |
| 26 | Italia (bandiera)  | D     | Marco Pisano          |
| 27 | Italia (bandiera)  | A     | Michele Paolucci      |
| 29 | Italia (bandiera)  | A     | Piergiuseppe Maritato |
| 39 | Italia (bandiera)  | C     | Evans Soligo          |
| 44 | Polonia (bandiera) | D     | Błażej Augustyn       |
| 77 | Italia (bandiera)  | C     | Stefano Botta         |
| 79 | Italia (bandiera)  | C     | Davide Gavazzi        |
| 83 | Italia (bandiera)  | D     | Gianluigi Bianco      |
| 88 | Italia (bandiera)  | P     | Alberto Frison        |
| 90 | Italia (bandiera)  | P     | Carlo Pinsoglio       |
| 90 | Italia (bandiera)  | A     | Domenico Danti        |
| 93 | Italia (bandiera)  | D     | Filippo Capitanio     |
| 97 | Italia (bandiera)  | A     | Niko Bianconi         |

## Risultati

### Serie B

#### Girone di andata
| Arbitro: | Nasca (Bari) |

|                          |           |  |
| Feczesin 9’ Jonathas 57’ | Marcatori |  |

| Arbitro: | Giancola (Vasto) |

|  |           |            |
|  | Marcatori | 43’ Boakye |

| Arbitro: | Pinzani (Empoli) |

|                  |           |                |
| Romeo 50’ (rig.) | Marcatori | 37’ Abbruscato |

| Arbitro: | Gallione (Alessandria) |

|  |           |                  |
|  | Marcatori | 90+3’ R. Bianchi |

| Arbitro: | Baratta (Salerno) |

|                                           |           |                         |
| Schiavon 63’ Maah 79’, 84’ Di Carmine 88’ | Marcatori | 29’ Paro 67’ Abbruscato |

| Arbitro: | Calvarese (Teramo) |

|               |           |            |
| N. Rigoni 34’ | Marcatori | 2’ Dionisi |

| Arbitro: | Irrati (Aprilia) |

|                             |           |                       |
| Pettinari 6’ N. Sansone 81’ | Marcatori | 29’ Paro 76’ Misuraca |

| Arbitro: | Tozzi (Ostia Lido) |

|  |           |                         |
|  | Marcatori | 48’ Carrozza 81’ Pucino |

| Arbitro: | Candussio (Cervignano del Friuli) |

|             |           |                |
| Sforzini 2’ | Marcatori | 48’ Abbruscato |

| Arbitro: | Giacomelli (Trieste) |

|                             |           |                  |
| Augustyn 49’ Abbruscato 82’ | Marcatori | 78’ Hallfreðsson |

| Arbitro: | Ostinelli (Como) |

|                        |           |                       |
| Legati 33’ Cacia 90+1’ | Marcatori | 90’ (rig.) Abbruscato |

| Arbitro: | Palazzino (Ciampino) |

|                             |           |           |
| Paolucci 51’ Abbruscato 64’ | Marcatori | 14’ Laner |

| Arbitro: | di Paolo (Avezzano) |

|                  |           |  |
| Scognamiglio 64’ | Marcatori |  |

| Arbitro: | Irrati (Pistoia) |

|                                        |           |               |
| Abbruscato 26’ (rig.), 59’ (rig.), 75’ | Marcatori | 39’ Graffiedi |

| Arbitro: | Giancola (Vasto) |

|  |           |                |
|  | Marcatori | 53’ Martinelli |

| Arbitro: | Candussio (Cervignano del Friuli) |

|                                      |           |                             |
| L. Castaldo 17’ (rig.) Sacilotto 50’ | Marcatori | 76’ Abbruscato 86’ Bastrini |

| Arbitro: | Baratta (Salerno) |

|          |           |             |
| Paro 55’ | Marcatori | 87’ Soddimo |

| Arbitro: | Gavillucci (Latina) |

|  |           |                                          |
|  | Marcatori | 43’ Soligo 65’ Abbruscato 90’ Mustacchio |

| Arbitro: | Mariani (Aprilia) |

|               |           |  |
| N. Rigoni 67’ | Marcatori |  |

| Arbitro: | Irrati (Pistoia) |

|                            |           |                            |
| Dos Santos 1’ De Falco 32’ | Marcatori | 59’ N. Rigoni 84’ Maiorino |

| Vicenza 6 gennaio 2012, ore 15:00 CET 21ª giornata | Vicenza            | 0 – 0 referto | Reggina | Stadio Romeo Menti (6.481 spett.)\| Arbitro: \| Calvarese (Teramo) \| |
| Arbitro:                                           | Calvarese (Teramo) |               |         |                                                                       |

#### Girone di ritorno
| Arbitro: | Viti (Campobasso) |

|  |           |                 |
|  | Marcatori | 48’ El Kaddouri |

| Arbitro: | Merchiori (Ferrara) |

|                                        |           |                                     |
| G. Sansone 42’, 50’, 58’ Gazzola 90+2’ | Marcatori | 55’ (rig.) Abbruscato 90’ N. Rigoni |

| Arbitro: | Di Bello (Brindisi) |

|               |           |                |
| Abbruscato 2’ | Marcatori | 22’ Papa Waigo |

| Arbitro: | Candussio (Cervignano del Friuli) |

|                    |           |  |
| Tonucci 64’ (aut.) | Marcatori |  |

| Arbitro: | Di Paolo (Avezzano) |

|              |           |                                                 |
| Paolucci 89’ | Marcatori | 23’ Di Nardo 50’, 55’ Di Carmine 61’ Di Roberto |

| Arbitro: | Di Paolo (Avezzano) |

|             |           |             |
| Dionisi 77’ | Marcatori | 51’ Pinardi |

| Arbitro: | Nasca (Bari) |

|              |           |              |
| Paolucci 48’ | Marcatori | 51’ Florenzi |

| Arbitro: | Palazzino (Ciampino) |

|                                       |           |  |
| Zecchin 28’ Kurtić 39’ Cacciatore 88’ | Marcatori |  |

| Arbitro: | Di Bello (Brindisi) |

|  |           |              |
|  | Marcatori | 52’ Alfageme |

| Arbitro: | Ostinelli (Como) |

|                      |           |  |
| Gomez 19’ Abbate 24’ | Marcatori |  |

| Arbitro: | Pinzani (Empoli) |

|  |           |           |
|  | Marcatori | 13’ Succi |

| Arbitro: | Irrati (Pistoia) |

|  |           |              |
|  | Marcatori | 87’ Paolucci |

| Arbitro: | Mariani (Aprilia) |

|  |           |                                  |
|  | Marcatori | 31’ (aut.) Augustyn 39’, 67’ Sau |

| Arbitro: | Nasca (Bari) |

|             |           |                  |
| Nwankwo 44’ | Marcatori | 45+1’ Mustacchio |

| Arbitro: | Cervellera (Taranto) |

|             |           |          |
| Gavazzi 65’ | Marcatori | 37’ Éder |

| Arbitro: | Ostinelli (Como) |

|  |           |              |
|  | Marcatori | 45+4’ Farias |

| Arbitro: | Baracani (Firenze) |

|                                                                              |           |  |
| Insigne 15’, 34’ M. Pisano 60’ (aut.) Sansovini 63’ Immobile 67’ Nielsen 81’ | Marcatori |  |

| Arbitro: | Velotto (Grosseto) |

|                               |           |             |
| Paolucci 45+1’ Maiorino 90+5’ | Marcatori | 55’ Cellini |

| Arbitro: | Massa (Imperia) |

|           |           |              |
| Buscè 64’ | Marcatori | 39’ Paolucci |

| Arbitro: | Calvarese (Teramo) |

|                                    |           |              |
| Giani 25’ Paolucci 41’ Gavazzi 57’ | Marcatori | 15’ De Falco |

| Arbitro: | Nasca (Bari) |

|  |           |                               |
|  | Marcatori | 4’, 43’ Paolucci 56’ Maiorino |

Statistiche spettatori serie B 2011/2012

#### Play-out
| Vicenza 3 giugno 2012, ore 20:45 CEST Andata | Vicenza                           | 0 – 0 referto | Empoli | Stadio Romeo Menti (10.640 spett.)\| Arbitro: \| Candussio (Cervignano del Friuli) \| |
| Arbitro:                                     | Candussio (Cervignano del Friuli) |               |        |                                                                                       |

| Arbitro: | Ciampi (Roma) |

|                                                   |           |                   |
| Mch'edlidze 71’ Tavano 73’ (rig.) Maccarone 90+4’ | Marcatori | 59’, 65’ Paolucci |

### Coppa Italia

#### Secondo Turno
| Arbitro: | Gallione (Alessandria) |

|            |           |                          |
| Alemão 85’ | Marcatori | 37’Abate 70’Hallfreðsson |

## Statistiche

### Statistiche di squadra
| Competizione | Punti | In casa | In casa | In casa | In casa | In casa | In casa | In trasferta | In trasferta | In trasferta | In trasferta | In trasferta | In trasferta | Totale | Totale | Totale | Totale | Totale | Totale | DR  |
| Competizione | Punti | G       | V       | N       | P       | Gf      | Gs      | G            | V            | N            | P            | Gf           | Gs           | G      | V      | N      | P      | Gf     | Gs     | DR  |
| ------------ | ----- | ------- | ------- | ------- | ------- | ------- | ------- | ------------ | ------------ | ------------ | ------------ | ------------ | ------------ | ------ | ------ | ------ | ------ | ------ | ------ | --- |
| Serie B      | 44    | 21      | 6       | 6       | 9       | 19      | 25      | 21           | 4            | 8            | 9            | 24           | 36           | 42     | 10     | 14     | 18     | 43     | 61     | -18 |
| Coppa Italia | -     | 1       | 0       | 0       | 1       | 1       | 2       | -            | -            | -            | -            | -            | -            | 1      | 0      | 0      | 1      | 1      | 2      | -1  |
| Totale       | -     | 22      | 6       | 6       | 10      | 20      | 27      | 21           | 4            | 8            | 9            | 24           | 39           | 43     | 10     | 14     | 19     | 44     | 63     | -19 |

### Statistiche dei giocatori
| Giocatore     | Serie B  | Serie B | Serie B     | Serie B    | Coppa Italia | Coppa Italia | Coppa Italia | Coppa Italia | Totale   | Totale | Totale      | Totale     |
| Giocatore     | Presenze | Reti    | Ammonizioni | Espulsioni | Presenze     | Reti         | Ammonizioni  | Espulsioni   | Presenze | Reti   | Ammonizioni | Espulsioni |
| ------------- | -------- | ------- | ----------- | ---------- | ------------ | ------------ | ------------ | ------------ | -------- | ------ | ----------- | ---------- |
| P. Acerbis    | 1        | 0       | 0           | 0          | 0            | 0            | 0            | 0            | 1        | 0      | 0           | 0          |
| M. Paro       | 25+2     | 3       | 1           | 0          | 0            | 0            | 0            | 0            | 27       | 3      | 1           | 0          |
| A. Bastrini   | 24       | 1       | 3           | 0          | 1            | 0            | 0            | 0            | 25       | 1      | 3           | 0          |
| M. Zanchi     | 15       | 0       | 5           | 1          | 1            | 0            | 0            | 0            | 16       | 0      | 5           | 1          |
| N. Brighenti  | 9+2      | 0       | 3+1         | 0          | 0            | 0            | 0            | 0            | 11       | 0      | 4           | 0          |
| M. Minieri    | 1        | 0       | 0           | 0          | 0            | 0            | 0            | 0            | 1        | 0      | 0           | 0          |
| G. Misuraca   | 17       | 1       | 2           | 0          | 0            | 0            | 0            | 0            | 17       | 1      | 2           | 0          |
| P. Maiorino   | 20+2     | 3       | 1           | 0          | 1            | 0            | 0            | 0            | 23       | 3      | 1           | 0          |
| R. Possebon   | 0        | 0       | 0           | 0          | 0            | 0            | 0            | 0            | 0        | 0      | 0           | 0          |
| Alemão        | 6        | 0       | 0           | 0          | 1            | 1            | 0            | 0            | 7        | 1      | 0           | 0          |
| M. Mustacchio | 16       | 2       | 0           | 0          | 1            | 0            | 0            | 0            | 17       | 2      | 0           | 0          |
| E. Abbruscato | 36+2     | 13      | 3           | 0          | 1            | 0            | 0            | 0            | 39       | 13     | 3           | 0          |
| G. Tulli      | 7        | 0       | 0           | 0          | 1            | 0            | 1            | 0            | 8        | 0      | 1           | 0          |
| N. Giani      | 30+2     | 1       | 3           | 0          | 1            | 0            | 1            | 0            | 33       | 1      | 4           | 0          |
| A.P. Baclet   | 8        | 0       | 1           | 0          | 0            | 0            | 0            | 0            | 8        | 0      | 1           | 0          |
| G. Cavallari  | 0        | 0       | 0           | 0          | 0            | 0            | 0            | 0            | 0        | 0      | 0           | 0          |
| A. Pinardi    | 15+2     | 1       | 2+1         | 0          | 0            | 0            | 0            | 0            | 17       | 1      | 3           | 0          |
| F. Rossi      | 8        | 0       | 1           | 0          | 1            | 0            | 0            | 0            | 9        | 0      | 1           | 0          |
| D. Martinelli | 35+2     | 1       | 9           | 1          | 1            | 0            | 0            | 0            | 38       | 1      | 9           | 1          |
| E. Braiati    | 1        | 0       | 0           | 0          | 0            | 0            | 0            | 0            | 1        | 0      | 0           | 0          |
| D. Bariti     | 15+2     | 0       | 0           | 0          | 0            | 0            | 0            | 0            | 17       | 0      | 0           | 0          |
| D. Tonucci    | 27       | 0       | 6           | 1          | 0            | 0            | 0            | 0            | 27       | 0      | 6           | 1          |
| N. Rigoni     | 28       | 4       | 7           | 0          | 1            | 0            | 0            | 0            | 29       | 4      | 7           | 0          |
| M. Pisano     | 18+2     | 0       | 4+1         | 0          | 0            | 0            | 0            | 0            | 20       | 0      | 5           | 0          |
| M. Paolucci   | 39+2     | 9+2     | 2+1         | 0          | 0            | 0            | 0            | 0            | 41       | 11     | 3           | 0          |
| P. Maritato   | 0        | 0       | 0           | 0          | 0            | 0            | 0            | 0            | 0        | 0      | 0           | 0          |
| E. Soligo     | 34+2     | 1       | 4           | 0          | 0            | 0            | 0            | 0            | 36       | 1      | 4           | 0          |
| B. Augustyn   | 26       | 1       | 11          | 1          | 0            | 0            | 0            | 0            | 26       | 1      | 11          | 1          |
| S. Botta      | 34+2     | 0       | 7           | 0          | 1            | 0            | 0            | 0            | 37       | 0      | 7           | 0          |
| D. Gavazzi    | 33+2     | 2       | 7           | 0          | 1            | 0            | 0            | 0            | 36       | 2      | 7           | 0          |
| G. Bianco     | 11       | 0       | 2           | 0          | 0            | 0            | 0            | 0            | 11       | 0      | 2           | 0          |
| A. Frison     | 39+2     | 0       | 2           | 0          | 1            | -2           | 0            | 0            | 42       | -2     | 2           | 0          |
| C. Pinsoglio  | 3        | 0       | 0           | 0          | 0            | 0            | 0            | 0            | 3        | 0      | 0           | 0          |
| D. Danti      | 1        | 0       | 0           | 0          | 0            | 0            | 0            | 0            | 1        | 0      | 0           | 0          |
| F. Capitanio  | 1        | 0       | 0           | 0          | 0            | 0            | 0            | 0            | 1        | 0      | 0           | 0          |
| N. Bianconi   | 1        | 0       | 0           | 0          | 0            | 0            | 0            | 0            | 1        | 0      | 0           | 0          |